# Euphorbia maresii
Euphorbia maresii är en törelväxtart som beskrevs av Edward Louis Herman Knoche. Euphorbia maresii ingår i släktet törlar, och familjen törelväxter.
Artens utbredningsområde är Balearerna.

## Underarter
Arten delas in i följande underarter:
- E. m. balearica
- E. m. maresii